# Hempstead (villaggio, New York)
Hempstead è un villaggio all'interno dell'omonima città degli Stati Uniti, nella contea di Nassau dello Stato di New York.
Tra i personaggi famosi che hanno vissuto o vivono qui ci sono: Samuel Latham Mitchill, Walt Whitman, Christopher Morley, Joe Tex, Julius Erving, Sheryl Lee Ralph, The Bomb Squad, Rob Moore, Method Man, Busta Rhymes, Prodigy, Speedy Claxton, Roc Marciano, Scott Lipsky, A+ e Tu Holloway.